# Vasîl Iurcenko
Vasîl Iurcenko (n. 26 mai 1950, Hrușkivka, Raionul Cerkasî, Cerkasî, Regiunea Cerkasî, Ucraina) este un canoist ce a reprezentat Ucraina, medaliat olimpic. A participat la 3 ediții ale Jocurilor Olimpice (1972, 1976, 1980) în care a câștigat o medalie de argint și o medalie de bronz.